# Britische Unterhauswahl 1880
- Liberals: 352
- HRL: 63
- Cons.: 237

Die Unterhauswahlen im Vereinigten Königreich im Jahr 1880 fanden vom 31. März bis zum 27. April 1880 statt. Die Liberalen erhielten eine ihrer größten Mehrheiten, die es je gegeben hat. Disraeli trat am 21. April 1880 zurück.

## Themen
Bestimmendes Thema vor der Wahl war die Midlothian-Kampagne der Liberalen. Deren Führer William Ewart Gladstone griff die Außenpolitik der Regierung von Benjamin Disraeli, Earl of Beaconsfield an. Die konservative Regierung war durch den schlechten Zustand der britischen Wirtschaft und die Anfälligkeit ihrer Außenpolitik angreifbar. Gladstone appellierte an die moralischen Evangelikalen. Die Liberalen betonten wiederholt das wachsende Haushaltsdefizit als ein Maß für schlechte Haushaltsführung der Regierung.
Die 1870er Jahre fielen mit einer langfristigen globalen Depression zusammen, die durch den Zusammenbruch des weltweiten Eisenbahnbooms der 1870er Jahre verursacht wurde, der zuvor für Großbritannien profitabel gewesen war. Ende der 1870er Jahre nahm der Stress zu; die Preise fielen, die Gewinne sanken, die Beschäftigung ging zurück, und es gab einen Druck auf die Löhne, der die industrielle Arbeiterklasse in große Schwierigkeiten brachte. Das von beiden Parteien unterstützte Freihandelssystem machte Großbritannien schutzlos gegenüber der Flut von billigem Weizen aus Nordamerika, die durch die schlimmste Ernte des Jahrhunderts in Großbritannien 1879 noch verschlimmert wurde.

## Ergebnisse und Folgen
Bei den Wahlen verlor die Partei Disraeli vor allem in Schottland und Irland sowie in den städtischen Bezirken stark. Die Zahl der konservativen Abgeordneten fiel von 351 auf 238, während die Liberalen von 250 auf 353 stiegen.
Als Ergebnis der Kampagne zogen sich die führenden Politiker der Liberalen, Lord Hartington und Lord Granville, zugunsten von Gladstone zurück, der damit ein zweites Mal Premierminister wurde.